# Спинодальный распад
Спинодальный распад — начальная стадия фазового перехода в системе, находящейся вне области термодинамически устойчивых состояний, что происходит в случае достаточно быстрого фазового перехода. Спинодальный распад состоит в расслоении однородного вещества на различные фазы.
При спинодальном распаде расслоение происходит однородно по всему объёму вещества, в этом отличие от зародышеобразования (нуклеации) для метастабильных состояний. Спинодальный распад определяется диффузией, что позволяет описывать процесс простыми уравнениями.

## История изучения явления
В 1940 году, исследуя сплавы Cu-Ni-Fe, закалённые, а затем отожжённые в области несмешиваемости, Брэдли обнаружил сателлиты (боковые полосы) вокруг брэгговских пиков, соответствующих однофазной системе на картине рентгеновской дифракции. Вскоре Дэниэль и Липсон показали, что дифракционная картина объясняется периодическим изменением параметров решётки, а также обратили внимание на то, что соответствующий период растёт со временем отжига. Объяснение этому феномену было дано в 1955 году М. Хиллертом: он описал явление в предположении восходящей диффузии, предложив уравнение потока для одномерной диффузии на дискретной решётке, отличавшееся от классического уравнения Фика.

## Эксперименты и практическое применение
Спинодальный распад происходит в различных материалах — сплавах, стёклах, гелях, керамиках, жидких растворах и растворах полимеров.
Пример — образование неоднородной смеси, имеющей мелкозернистую структуру, при резком охлаждении некоторых твёрдых растворов. Спинодальный распад в присутствии нанопор может использоваться для синтеза нанотрубок и наностержней.